# エビオン派
エビオン派（Ebionites）は、禁欲などが特徴の、初期キリスト教会時代の宗派の1つである。ヘブライ語で「貧しい者」を意味する「evyonium」が名の由来である。ユダヤ人キリスト教徒の一部で自らを貧しい者（エビオン）と称した一派の説である。このエビオン派はトーラーを守り、禁欲的であったといわれ、3世紀から4世紀には消滅した。イエスはナザレのヨセフとイエスの母マリアとの子で、初めから神性があったわけではなく、洗礼を受けた際にキリストになった、としてパウロの説にある処女懐胎やキリストの神性を否定する。この宗派の反パウロ思想は偽クレメンス文書にも見られる。

## 概要
エルサレムでキリスト教を信仰するユダヤ人が、現地が陥落した紀元70年に、ヨルダン川の東岸に逃げた。その時にその場所でエビオン派が発生・発展した。律法遵守や禁欲主義、養子説的なキリスト論を採るが、反パウロ的な論陣を張り、使徒言行録やパウロ書簡については否定する。エイレナイオスによると、彼らは創造主なる神だけを信じ、イエスの神性を否定した。さらには処女懐胎をも否定し、イエスはヨセフとマリアの子であり、律法遵守によってキリストになったと述べられる。その後エビオン派は、グノーシス主義運動に解消していった。
イエスは元来、禁欲を是とするキュニコス派の哲学者だったという説もある（バートン・L・マックの説）。